# نودر ۷۰۰۱
سیارک ۷۰۰۱ (به انگلیسی: 7001 Noether، نامگذاری:1955EH) هفت هزار و یکمین سیارک کشف شده‌است که در ۱۴ مارس ۱۹۵۵ کشف شد.
قدر مطلق سیارک برابر ۱۳٫۲۰ است.